# Microsoft Teams
Microsoft Teams – usługa internetowa oparta na chmurze zawierająca zestaw narzędzi i usług służących współpracy zespołowej. Usługa łączy funkcjonalność z innymi produktami Microsoftu, takimi jak Microsoft Office oraz Skype (wchodzących w skład Microsoft 365). Premiera oprogramowania miała miejsce 14 marca 2017 po zapowiedzi twórcy w Nowym Jorku.
Usługa od lipca 2018 roku posiada darmowy (zapoznawczy) plan usługi. W lutym 2025 roku Microsoft poinformował o planowanym zamknięciu komunikatora Skype co nastąpiło zgodnie z zapowiedziami w dniu 5 maja 2025 r. i jednoczesnych planach rozwoju platformy Microsoft Teams. Tym samym po zamknięciu Skype'a 5 maja 2025 roku Microsoft Teams został jedynym komunikatorem internetowym należącym do Microsoftu. Od 3 czerwca 2025 roku dotychczasowy adres internetowy oficjalnej strony internetowej komunikatora Skype przekierowuje na stronę internetową darmowej wersji Microsoft Teams.
Aplikacja Microsoft Teams pozwala na pracę w trybie online w obrębie plików Word, Excel, Power Point.
Microsoft Teams oferuje zaawansowane możliwości organizacji spotkań online, współpracę nad dokumentami w czasie rzeczywistym oraz integrację z innymi aplikacjami biznesowymi. Teams umożliwia tworzenie dedykowanych kanałów komunikacji, co znacząco ułatwia zarządzanie projektami i wymianę informacji w zespołach.

## Kwestie prawne
Microsoft Teams w zakresie wideokonferencji zdaniem Komisarzy ds. Ochrony Danych trzech landów niemieckich (w tym Hesji) jest niezgodny z RODO.
Używanie MS Teams wiąże się z szerokim wyrażeniem zgody na warunki Oświadczenia o ochronie prywatności firmy Microsoft, w tym na marketing oraz do szkolenia sztucznej inteligencji a także dostarczanie próbek głosowych do udoskonalania rozpoznawania mowy.